# Distretto di Dhanbad
Il distretto di Dhanbad è un distretto del Jharkhand, in India, di 2 394 434 abitanti. Il suo capoluogo è Dhanbad.